# We're Good
«We're Good» es una canción de la cantante albanobritánica Dua Lipa de Future Nostalgia: The Moonlight Edition (2021), la reedición de lujo de su segundo álbum de estudio Future Nostalgia. La canción fue escrita por la cantante junto a Emily Warren, Scott Harris y Sly, y el último de los tres se encargó de la producción. Fue lanzado para descarga digital y streaming el 11 de febrero de 2021 como el sencillo principal de la reedición, simultáneamente con el lanzamiento de la reedición. «We're Good» es una canción de pop tropical midtempo estilo bossa nova y años 2000 con elementos de trap y reggae rock. Ve a la cantante fantaseando con una ruptura amistosa con un exnovio.
Varios críticos elogiaron el sonido y la interpretación vocal de Lipa en «We're Good», mientras que a algunos les pareció interesante ver a Lipa alejarse del sonido de Future Nostalgia. Sin embargo, algunos pensaron que el sonido no encajaba con Lipa. Comercialmente, la canción alcanzó el número 21 en el Billboard Global 200. También alcanzó el número 25 en la lista de sencillos del Reino Unido mientras se ubicaba entre los 40 primeros de las listas en otros 21 países, incluido un pico número 31 en el Billboard Hot 100 de Estados Unidos. La canción recibió certificaciones de oro en Australia, Italia, Nueva Zelanda y los Estados Unidos y también recibió una certificación de plata en el Reino Unido.
El video musical de «We're Good» fue dirigido por Vania Heymann y Gal Muggia y filmado en la ciudad de Nueva York. Ambientado en el Titanic y filmado desde el punto de vista de una langosta, se ve a Lipa actuando en un restaurante en el barco mientras la langosta observa cómo sacan a sus amigos de su tanque para finalmente cocinarlos y servirlos como cena a los pasajeros de clase alta. Lipa realiza para. Varios críticos elogiaron la moda del video, que está tomado de El gran Gatsby (2013), así como su surrealismo. La canción fue promocionada aún más con un remix de Dillon Francis y una actuación de Lipa en el Live Lounge de BBC Radio 1.

## Antecedentes y composición
«We're Good» fue escrita por Dua Lipa junto a Emily Warren, Scott Harris y su productor Sly. Fue escrito hacia el final de las sesiones de Future Nostalgia. Lipa decidió dejar la canción fuera del registro porque pensó que todas las canciones debían encajar en los temas «futuro» y «nostálgico». También pensó que aunque encajaba en la sensibilidad pop del material de Future Nostalgia, no estaba listo para ser escuchado. Además, la canción no estaba terminada en el momento del lanzamiento del álbum y Lipa todavía estaba trabajando en ella. La cantante también se dio cuenta de que necesitaba guardar algo de música para la reedición de lujo del álbum. Lipa dio un salto de fe con la producción, pero pensó que encajaba perfectamente con el significado de la canción. «We're Good» se grabó en Sly Studio en Copenhague y Westlake Studios en Los Ángeles y las voces se grabaron en TaP Studio en Londres. Josh Gudwin mezcló la canción en Henson Studios en Hollywood mientras que Chris Gehringer la masterizó en Sterling Sound en Edgewater, Nueva Jersey.
Musicalmente, «We're Good» es una canción pop tropical de tempo medio. La canción se destacó por ser una desviación de la orientación en la música disco de Future Nostalgia, incorporando elementos de trap y reggae rock mientras usa estilizaciones de bossa nova y música de principios de la década de 2000. La canción tiene una duración de 2:45 y está construida en forma de verso-estribillo. Está compuesto en el compás de 4
4 tiempos en la tonalidad de Fa♯ Mayor, con un tempo de 134 pulsaciones por minuto. La canción sigue una progresión de acordes de G♯m–C♯ en los versos, mientras que se agregan acordes F♯ y B adicionales en los puentes; el coro sigue una secuencia B–C♯–F♯–G♯m. La canción utiliza una producción de trap tropical que presenta partes rasgueadas, instrumentales relajados de medio tiempo, un ritmo suave, y un ritmo de trap ondulante.
Lipa utiliza voces seductoras que van desde G♯3 a B4 y hace uso de cinturones y grietas. Líricamente, «We're Good» es un himno de ruptura donde Lipa canta sobre una separación amistosa de un exnovio. Ella fantasea con esta forma de terminar una relación y muestra el tema de uno que se libera de estar atrapado en una relación que no está destinada a ser. Ella canta principalmente sobre la recuperación en solitario de una relación que ha seguido su curso, mostrando el lado salvaje de una ruptura y una actitud de corazón frío para seguir adelante. Ella menciona cómo en este tipo de ruptura, las dos partes no se enojarían cuando la otra sigue adelante. La cantante explicó que pensó que este tipo de división se pierde en la traducción la mayor parte del tiempo y cuando las cosas son impulsadas por el ego, se acabó. Se especuló que la línea de apertura «Estoy en una isla» sería una respuesta a la reacción violenta que enfrentó mientras estaba de vacaciones durante la pandemia de COVID-19. La canción también incluye una metáfora de «dormir y cocaína» para mostrar la incompatibilidad de una relación. Lipa extiende la letra «cocaína» en varias sílabas, una de las primeras veces que esto lo hace un acto convencional.

Toda la historia detrás de la canción es una ruptura amistosa. Creo que mucha gente desea y espera eso, especialmente porque puede ser un proceso tan difícil de atravesar que en algún momento, solo esperas que sea un descanso muy fácil y que ambos puedan seguir adelante con su vida.
Lipa sobre el significado detrás de «We're Good», Released

## Lanzamiento y promoción
Tras el lanzamiento de Future Nostalgia en marzo de 2020, Lipa reveló que se lanzaría una reedición de lujo del álbum, y luego anunció su fecha de lanzamiento en 2021. En noviembre de 2020, reveló que su sencillo principal se lanzaría a principios de 2021 y comenzó a adelantar su lanzamiento ese año. El 3 de febrero de 2021, Lipa anunció formalmente el título de la canción y la fecha de lanzamiento, además de revelar la portada. «We're Good» se lanzó para descarga digital y streaming a través de Warner Records el 11 de febrero de 2021 y se lanzó simultáneamente como la decimotercera pista en Future Nostalgia: The Moonlight Edition, la reedición de lujo del álbum. Lipa admitió que estaba nerviosa por lanzar la canción, ya que era muy arriesgada desde el punto de vista sonoro y un género sin categorizar, sin embargo, pensó que el contenido era lo que hacía que la canción fuera realmente interesante.
El 12 de febrero de 2021, la canción se transmitió a formatos de radio de éxito contemporáneo en Italia. En los Estados Unidos, la canción se transmitió a ese formato de radio el 16 de febrero, así como a la radio contemporánea para adultos el 1 de marzo de 2021. El 12 de marzo de 2021, se lanzó un remix de «We're Good» de Dillon Francis junto con su edición de radio y su versión extendida. Es una canción de deep house dirigida por sintetizadores con elementos rítmicos. Con un ritmo de tech house, presenta ritmos de piano edificantes y la voz de Lipa entrecortada, mientras que el DJ construye la producción capa por capa antes de convertirla en un arreglo arenoso. Lipa interpretó «We're Good» por primera vez en el Live Lounge de BBC Radio 1 el 19 de abril de 2021.

## Recepción de la crítica
Jason Lipshutz de Billboard dijo que «We're Good» tarda un poco en «detonar por completo», pero elogió la actuación de Lipa y señaló cómo «aborda cada letra con tanta pasión y precisión». El personal de la misma revista vio la canción como "sensual", mientras que Chris Murphy de Vulture pensó que la línea de apertura era una elección «audaz». Robin Murray de Clash vio la canción como «una pieza burbujeante de pop que mira hacia el futuro» que muestra a la cantante «en su elemento», al tiempo que afirmó que la línea de apertura es «un poco provocativa». En The Wall Street Journal, Natalia Barr planteó la hipótesis de que los instrumentales relajados implicaban que una ruptura amistosa es «tan soñadora como unas vacaciones junto al mar». Para The New York Times, Lindsay Zoladz pensó que la canción ve a Lipa en su "más descarada" y que es «bastante sencilla y divertida». Continuó describiendo la canción como «animada» y «un beso descarado y furtivo». En The Guardian, Mark Beaumont nombró a la canción como una «suntuosa porción de pop tropicália» mientras teorizaba que Lipa rechazó varias metáforas que podría haber usado en la letra.
Para Paper, Shaad D'Souza teorizó que Lipa se inspiró en su colaboración de 2020 con Miley Cyrus, «Prisoner», para «We're Good» con el sonido «pop vintage con inflexiones de rock». Además, lo elogió por estar «hirviendo a fuego lento y ser brillante, cambiando constantemente de marcha hasta el final». Chris DeVille de Stereogum pensó que la canción era «interesante» para ver a Lipa apartarse del sonido disco de Future Nostalgia, pero comparó el sonido de la canción con el de «Rude» (2013) de Magic!. Maia Kedem de Audacy comparó el coro de la canción con las obras de No Doubt. El persona de Notion lo vio como un «sencillo atrapante». El personal de DIY vio la canción como una canción «chisporroteante» y la editora Emma Swann la denominó «sin lugar a dudas un bop del más alto nivel, un golpe de pop puro». Hal Kitchen de 25YearsLaterSite pensó que era el «primer sencillo fallido» de Lipa, y culpó a la «vibra isleña hortera y envuelta en plástico», así como a la «producción increíblemente rígida y que suena barata». Sin embargo, elogió la interpretación vocal de Lipa y su composición.
Para Uproxx, Derrick Rossignol percibió que aunque «We're Good» se alejó del sonido de su álbum principal, es «igual de divertida». Caitlin White, del mismo sitio web, dijo que la canción «se basa en todo lo que ella estableció» en Future Nostalgia y señaló que lleva el álbum a «reinos más maravillosos». El personal de The Singles Jukebox le dio a la canción una puntuación de 4,31. Muchos pensaron que el sonido midtempo de la canción no encajaba con Lipa en comparación con sus lanzamientos anteriores, al tiempo que comentaron que la metáfora del sueño y la cocaína no tenía sentido. Además, hicieron comparaciones de la canción con «Doin' Time» (2019) de Lana Del Rey, las obras de Magnetic Fields, «Thank U, Next» (2018) de Ariana Grande y «Harleys in Hawaii» (2019) por Katy Perry. Algunos también pensaron que «If It Ain't Me» y «That Kind of Woman» habrían sido mejores sencillos para Future Nostalgia: The Moonlight Edition.

## Desempeño comercial
«We're Good» debutó y alcanzó el puesto 21 en la lista Billboard Global 200 y alcanzó el puesto 16 en lista Euro Digital Song Sales de Billboard. En febrero de 2021, la canción debutó en su punto máximo del número 25 en la lista de sencillos del Reino Unido, con ventas en la primera semana de 13,763 unidades. Pasó 14 semanas en la lista. En junio de 2021, la canción recibió una certificación de plata de la Industria Fonográfica Británica (BPI) por las ventas de 200.000 unidades equivalentes a pistas en el Reino Unido. En otras partes de Europa, la canción alcanzó el top 40 de las listas en Austria, Bélgica (Flandes y Valonia), Croacia, Grecia, Hungría, Islandia, Irlanda, Lituania, Países Bajos, Noruega, Portugal, Rumanía, Eslovaquia, Suecia y Suiza. En Italia, la canción alcanzó el número 66 y fue certificada como oro por la Federazione Industria Musicale Italiana (FIMI) por vender 35.000 unidades equivalentes a pistas en el país.
En la lista de sencillos ARIA de Australia, «We're Good» debutó en el número 27 en la lista del 28 de febrero de 2021, antes de alcanzar el puesto 24 la semana siguiente. La canción pasó 17 semanas en la lista, y recibió una certificación de oro de la Asociación Australiana de la Industria de la Grabación (ARIA) por vender 35,000 unidades equivalentes a pistas en Australia. En Nueva Zelanda, la canción pasó 12 semanas en su lista de sencillos Top 40. Alcanzó un pico en el número 24 en la lista seis semanas después de debutar en el número 35. Recorded Music NZ (RMNZ) otorgó a la canción una certificación de oro por ventas de 15,000 unidades equivalentes a pistas en Nueva Zelanda. 
En el Billboard Hot 100 de Estados Unidos, «We're Good» debutó en el número 49 en febrero de 2021. En su decimotercera semana en la lista, la canción alcanzó un máximo de 31. Pasó un total de 18 semanas no consecutivas en la lista. En junio de 2021, la canción recibió una certificación de oro de la Recording Industry Association of America (RIAA) por ventas equivalentes a pistas de 500.000 unidades en los Estados Unidos. En Canadá, la canción debutó en el número 38 en la lista de singles canadienses, antes de alcanzar el puesto 21 en su undécima semana en la lista. La canción alcanzó la cima de la lista Mexico Airplay.

## Video musical

### Producción y lanzamiento
El video musical de «We're Good» fue dirigido por el dúo de directores israelíes, Vania Heymann y Gal Muggia. Como la canción es bastante diferente de otras pistas de Future Nostalgia, Lipa quería incluir los temas modernos y nostálgicos del álbum en el video, ya sea con el video en sí, la moda o algún otro aspecto. Heymann y Muggia acudieron a Lipa con el tratamiento del video. Lipa encontró interesante el concepto de una historia de amor entre langostas. Tampoco sabía que las langostas podían transmitir tanta emoción. Lipa pensó que sería genial contrarrestar los temas de ruptura de la canción con un video de una historia de amor. El video fue filmado en la ciudad de Nueva York en diciembre de 2020. Para la filmación se utilizaron decorados personalizados y pantallas verdes. Las partes donde el barco se inunda se filmaron utilizando réplicas más pequeñas de los decorados con agua real fluyendo. Algunas de las partes de la langosta estaban animadas. Lipa dijo que para este video, tenía que meterse en un personaje. También explicó que la langosta era realmente el personaje principal y que ella era una actriz de reparto. El video musical de «We're Good» se estrenó el 12 de febrero de 2021 a través de la serie semanal de YouTube, Released, donde Lipa fue invitada.

### Análisis y sinopsis
El video musical de «We're Good» es desde la perspectiva de una langosta en el Titanic. Todos los vestidos que usa Lipa están tomados de la película de 2013 El gran Gatsby, sin embargo, todos tienen un aspecto actualizado para reflejar el tema de Future Nostalgia de fusionar «futuro» con «nostalgia». La imagen se abre con una vista de El rapto de Europa, una pintura de Noël-Nicolas Coypel. La pintura predice el futuro de los pasajeros ya que pronto experimentarán el hundimiento del Titanic. Luego va a un restaurante al estilo de la década de 1920 donde aparece Lipa como cantante entreteniendo a los invitados de clase alta del barco. La acompañan un violinista, un contrabajista y un pianista. La cantante luce un vestido vintage de Prada cubierto de cristales con guantes de seda blanca, joyas vintage oversize y un par de botas de plataforma de Marc Jacobs.
Lipa baila en un pequeño escenario mientras también está sentada con el pianista en su banco. El video se equilibra entre tomas de Lipa actuando y tomas de un grupo de langostas en un tanque. Las langostas tienen las garras atadas con lazos mientras una de las principales observa con horror cómo sus amigos comienzan a ser sacados del tanque para cocinarlos en una olla hirviendo. Luego, las langostas se cocinan y se sirven a los pasajeros. La pintura El secuestro de Europa se vuelve a mostrar más tarde durante un breve intermedio, antes de que Lipa regrese al escenario acompañada por dos bailarinas de fondo que visten vestidos de cuentas con cristales, lentejuelas verdes y sedas exquisitas. La cantante cambia de atuendo y se pone otro vestido de Prada con una falda ondulante junto con un collar Fabergé, aretes de esmeraldas, anillos y pulseras. Se siguen llevando langostas para cocinarlas y servirlas a los pasajeros mientras Lipa sigue actuando. Lipa se cambia a un tercer atuendo, un vestido vintage de Miu Miu con lentejuelas, guantes de seda verde y su cabello recogido en un peinado vampírico. El maquillaje de Lipa consiste en una sombra de ojos bronce con un brillo dorado junto con el rímel, un sutil delineador de ojos azul medianoche y un lápiz labial de tono rojizo en sus labios ligeramente delineados.
La langosta principal final finalmente se elige para cocinar. El cocinero lo lleva a la cocina antes de darse cuenta de que una tubería en el bote no funciona correctamente, lo que hace imposible que se cocine la langosta. La langosta finalmente se vuelve a arrojar al tanque antes de que el restaurante cierre y todos se vayan. Luego, el barco comienza a hundirse, las mesas chocan contra una pared y el agua choca contra el restaurante y los pasillos del barco. La langosta choca contra el agua y finalmente sale y regresa al mar. Luego, la cámara se desplaza hacia una Lipa con la respiración congelada que canta las líneas finales de la canción desde un bote salvavidas mientras la imagen del Titanic se hunde en el fondo. El video se cierra con la imagen del Titanic disparando una pistola de bengalas mientras se hunde. Las langostas utilizadas en el video son una metáfora del amor, ya que las langostas se aparean de por vida, mientras que el hundimiento del barco refleja los temas de la canción de sentirse atrapado en una relación y liberar el amor. El hundimiento ve a Lipa y la langosta siendo arrojados al mar, una metáfora para mostrar que ambos encontrarán nuevos socios para comenzar el proceso de relación nuevamente.

### Recepción
Murphy pensó que era una decisión audaz que Lipa incluyera la alegoría de la langosta y el hundimiento del Titanic en el video. Para Billboard, Rania Aniftos calificó el video de «impresionante» y «surrealista». Zoladz dijo que el video está «lleno de humor irreverente, no estoy seguro de que todo aterrice» con la langosta escapando al océano. Pranešimas Spaudai de L'Officiel vio el video como «divertido» y «surrealista» y señaló que el «juguetismo» proviene del giro inesperado de la langosta. Kedem estaba confundido sobre si el tema del Titanic era «subyacente o superior», pero sin embargo lo llamó «glamuroso y ligeramente morboso». Murray lo llamó «elegante», mientras que Liam Hess de Vogue señaló que la moda tenía una inspiración flapper. El personal de DIY vio el video como un «viaje salvaje de una langosta triste» y Swann lo llamó «loco» y afirmó que le da a la canción «puntos extra». Shawn Cooke de Mic dijo que el estilo retro del video encaja bien y lo llamó «chiflado». Kitchen vio el video como «horrible, aspirante a peculiar» y pensó que era «el clavo en el ataúd de la canción». En The Straits Times, Eddino Abdul Hadi señaló la desviación del video de la «estética amigable con el club» habitual de Lipa por «glamour inspirado en la década de 1920».

## Lista de canciones
- Descarga digital y streaming[12]

1. «We're Good» – 2:45

- Descarga digital y streaming – Dillon Francis remix[42]

1. «We're Good» (Dillon Francis remix) – 3:06

- Descarga digital y streaming – Dillon Francis remix – radio edit[43]

1. «We're Good» (Dillon Francis remix) [radio edit] – 3:06

- Descarga digital y streaming – Dillon Francis remix– Versión Beatport[44]

1. «We're Good» (Dillon Francis remix) – 3:06
2. «We're Good» (Dillon Francis remix extended) – 3:38

## Personal
Créditos adaptados de las notas de Future Nostalgia: The Moonlight Edition.
- Dua Lipa – voz
- Sly – producción, coros, ingeniería, teclados, batería en vivo, programación
- Emily Warren – producción vocal, coros
- Scott Harris – producción vocal, coros, guitarra
- Carolina Ailin – coros
- Tara Siegel – coros
- Zach Gurka – coros
- Andreas Lund – guitarra
- Greg Eliason – ingeniería
- Brayan Cruz – ingeniero asistente
- Jose Gudwin – mezcla
- Heidi Wang – asistente de mezcla
- Chris Gehringer – masterización
- Will Quinnell – asistente de masterización

## Posicionamiento en listas
| Listas (2021)                             | Mejor posición |
| ----------------------------------------- | -------------- |
| Argentina (Argentina Hot 100)             | 31             |
| Australia (ARIA)                          | 24             |
| Austria (Ö3 Austria Top 40)               | 29             |
| Bélgica (Flandes) (Ultratop 50)           | 32             |
| Bélgica (Valonia) (Ultratop 50)           | 34             |
| Brasil (Top 100 Brasil)                   | 76             |
| Canadá (Canadian Hot 100)                 | 21             |
| CEI (Tophit)                              | 76             |
| Croacia (HRT)                             | 4              |
| República Checa (Rádio Top 100)           | 7              |
| República Checa (Singles Digitál Top 100) | 58             |
| Francia (SNEP)                            | 95             |
| Alemania (Offizielle Deutsche Charts)     | 52             |
| Global 200 (Billboard)                    | 21             |
| Grecia (IFPI)                             | 21             |
| Hungría (Rádiós Top 40)                   | 3              |
| Hungría (Single Top 40)                   | 38             |
| Hungría (Stream Top 40)                   | 23             |
| Islandia (Plötutíðindi)                   | 13             |
| Irlanda (IRMA)                            | 17             |
| Italia (FIMI)                             | 66             |
| Lituania (AGATA)                          | 14             |
| México Airplay (Billboard)                | 1              |
| Países Bajos (Dutch Top 40)               | 10             |
| Países Bajos (Mega Single Top 100)        | 25             |
| Nueva Zelanda (Recorded Music NZ)         | 24             |
| Noruega (VG-lista)                        | 22             |
| Polonia (Polish Airplay Top 100)          | 41             |
| Portugal (AFP)                            | 33             |
| Rumania (Airplay 100)                     | 39             |
| Singapur (RIAS)                           | 21             |
| Eslovaquia (Rádio Top 100)                | 14             |
| Eslovaquia (Singles Digitál Top 100)      | 21             |
| España (Top 100 Canciones)                | 54             |
| Suecia (Sverigetopplistan)                | 31             |
| Suiza (Schweizer Hitparade)               | 38             |
| Reino Unido (UK Singles Chart)            | 25             |
| Estados Unidos (Billboard Hot 100)        | 31             |
| Estados Unidos (Adult Contemporary)       | 29             |
| Estados Unidos (Adult Top 40)             | 12             |
| Estados Unidos (Dance/Mix Show Airplay)   | 20             |
| Estados Unidos (Mainstream Top 40)        | 11             |

| Listas (2021)                                | Posición |
| -------------------------------------------- | -------- |
| Australia (ARIA)                             | 83       |
| Canadá (Canadian Hot 100)                    | 48       |
| Croacia (ARC Top 100)                        | 28       |
| Global 200 (Billboard)                       | 132      |
| Hungría (Rádiós Top 40)                      | 72       |
| Países Bajos (Dutch Top 40)                  | 46       |
| Países Bajos (Single Top 100)                | 86       |
| Estados Unidos Billboard Hot 100             | 90       |
| Estados Unidos Adult Top 40 (Billboard)      | 42       |
| Estados Unidos Mainstream Top 40 (Billboard) | 34       |

## Historial de lanzamientos
| Región         | Fecha                 | Formato(s)                 | Versión                    | Sello(s) discográfico(s) | Ref.   |
| -------------- | --------------------- | -------------------------- | -------------------------- | ------------------------ | ------ |
| Varios         | 11 de febrero de 2021 | Descarga digital streaming | Original                   | Warner                   | [ 12 ] |
| Italia         | 12 de febrero de 2021 | Contemporary hit radio     | Original                   | Warner                   | [ 39 ] |
| Estados Unidos | 16 de febrero de 2021 | Contemporary hit radio     | Original                   | Warner                   | [ 40 ] |
| Estados Unidos | 1 de marzo de 2021    | Adult contemporary radio   | Original                   | Warner                   | [ 41 ] |
| Varios         | 12 de marzo de 2021   | Descarga digital streaming | Remezcla de Dillon Francis | Warner                   | [ 42 ] |